# 이지바이오
주식회사 이지바이오(Easy Bio)는 이지홀딩스 계열의 사료 기업이다.

## 역사
2019년 이지홀딩스(지주회사)와 신설 이지바이오(사료첨가제, 자돈사료 등) 회사로 분할되었다.